# Jan Barák
Jan Barák (* 6. ledna 1989, Praha) je bývalý český florbalový brankář. Působil v české florbalové reprezentaci a v letech 2005 až 2019 v klubu Florbal Chodov hrajícím nejvyšší českou florbalovou soutěž.

## Klubová kariéra
Barák s florbalem začínal v klubu FC Draci Milíčov. Později přestoupil do TJ JM Chodov, za který poprvé nastoupil v nejvyšší soutěži v několika zápasech v sezóně 2005/2006. Za Chodov pravidelně chytal od sezóny 2007/2008. V roce 2013 poprvé s týmem postoupil do finále a získal vicemistrovský titul, ale v rozhodujících zápasech nechytal.
Svou první extraligovou nulu vychytal 28. října 2014, kdy zlikvidoval všech 26 pokusů domácího celku AC Sparta Praha a pomohl tak k výhře Chodova 5:0. V další sezóně 2015/2016 získal s Chodovem první titul. Barák ale kvůli problémům se zády ve finále nenastoupil. Chodov ovládl Superfinále i v dalším ročníku, kdy Barák již chytal. V sezóně 2018/2019 Chodov vypadl v semifinále, když proti Florbal MB nevyhrál ani jeden zápas. Jan Barák následně ukončil svou hráčskou kariéru.
V chodovském klubu nadále působí jako marketingový pracovník. V letech 2020 až 2022 nahrávali s trenérem Davidem Podhráským podcast "Bari & Dejv" o florbale se zaměřením na jejich klub.
| Sezóna    | Tým                      | Liga               | Umístění | Z  | POG  | %Úsp. | SO |
| --------- | ------------------------ | ------------------ | -------- | -- | ---- | ----- | -- |
| 2008/2009 | TJ JM Chodov             | Fortuna extraliga  | 8.       | 23 | 4,25 | 85,34 | 0  |
| 2009/2010 | TJ JM Chodov             | Fortuna extraliga  | 4.       | 23 | 4,06 | 83,58 | 0  |
| 2010/2011 | TJ JM Chodov             | Fortuna extraliga  | 4.       | 13 | 3,88 | 82,77 | 0  |
| 2011/2012 | TJ JM Pedro Perez Chodov | Fortuna extraliga  |          | 22 | 3,00 | 83,63 | 0  |
| 2012/2013 | TJ JM Pedro Perez Chodov | AutoCont extraliga |          | 21 | 5,50 | 82,05 | 0  |
| 2012/2013 | TJ JM Chodov B           | 2. liga mužů       |          | 1  | 6,00 | 84,09 | 0  |
| 2013/2014 | TJ JM Pedro Perez Chodov | AutoCont extraliga | 5.       | 22 | 4,93 | 81,23 | 0  |
| 2014/2015 | TJ JM FAT PIPE Chodov    | AutoCont extraliga | 6.       | 20 | 4,74 | 80,20 | 1  |
| 2015/2016 | FAT PIPE Florbal Chodov  | Tipsport Superliga |          | 17 | 4,92 | 78,84 | 0  |
| 2016/2017 | FAT PIPE Florbal Chodov  | Tipsport Superliga |          | 19 | 5,19 | 79,50 | 0  |
| 2017/2018 | FAT PIPE Florbal Chodov  | Tipsport Superliga |          | 21 | 3,41 | 75,70 | 0  |
| 2018/2019 | FAT PIPE Florbal Chodov  | Tipsport Superliga | 4.       | 24 | 3,96 | 80,77 | 0  |

## Reprezentační kariéra
Barák měl podíl na prvním stříbru, které česká juniorská reprezentace získala na Mistrovství světa do 19 let v roce 2007, kdy Česko prohrálo až ve finále proti Švédsku (3:9). Barák byl zařazen do All Star výběru turnaje.
V reprezentaci začínal v na mezinárodních akcích jako Euro Floorball Tour. Následně byl nominován na Mistrovství světa v roce 2014 jako druhý brankář s Tomášem Kafkou. Češi získali bronzovou medaili.
| Rok  | Tým       | Soutěž | Umístění | Z | PGG  | %Úsp. | SO |
| ---- | --------- | ------ | -------- | - | ---- | ----- | -- |
| 2007 | Česko U19 | MS     |          |   |      |       |    |
| 2014 | Česko     | MS     |          | 2 | 1,50 | 83,33 | 0  |